# Brachymeria annulipes
Brachymeria annulipes is een vliesvleugelig insect uit de familie bronswespen (Chalcididae). De wetenschappelijke naam is voor het eerst geldig gepubliceerd in 1919 door Costa Lima.